# The Forge Of The Angels
The Forge Of The Angels es una melodía y canción de la cantante y compositora irlandesa Enya.

## Detalles
Es el cuarto tema en su octavo álbum de estudio Dark Sky Island, estrenado el 20 de noviembre de 2015.
La pieza tiene una duración aproximada de 5:13, convirtiéndose en la melodía más extensa de la discografía de Enya. Existe una controversia al denominar a esta pieza como «melodía» siendo que también contiene letra en lenguaje Loxian; dialecto ficticio creado por la letrista de Enya, Roma Ryan basado en escritos de J.R.R. Tolkien. Otra característica de este tema, es que es el primero que incluye un coro masculino en el intermedio de la pieza, sumado al coro de voces sintetizadas de la misma Enya.